# Gare d'Evansburg
La  gare d'Evansburg ' est une gare ferroviaire canadienne, située  dans le comté de Yellowhead en Alberta.
C'est une halte voyageurs Via Rail Canada desservie par le train dénommé Le Canadien.

## Service des voyageurs

### Accueil
Halte voyageurs.

### Desserte
Evansburg est desservie par le train Le Canadien de Via Rail Canada. Pour être certain d'un arrêt du train, il est recommandé d'acheter son billet de réservation 24 heures à l'avance.